# Quartetto Kodály
Il Quartetto Kodály è un quartetto d'archi fondato nel 1966 a Budapest, in Ungheria, originariamente come Quartetto Sebestyén. Nel 1969, con l'approvazione del Ministero degli affari culturali della Repubblica ungherese, il quartetto assunse il nome attuale in onore del compositore ungherese Zoltán Kodály.
Il gruppo organizza tournée internazionali e ha registrato i cicli completi di Haydn, Beethoven e Schubert per l'etichetta Naxos. La sua discografia supera le sessanta registrazioni, principalmente per Naxos.

## Membri
I membri del quartetto sono:
- Attila Falvay  1° violino
- Ferenc Bangó  2° violino
- János Fejérvári  viola
- György Éder  violoncello

## Premi
- Premio Ferenc Liszt (1970)
- Artista al Merito della Repubblica ungherese (1990)
- Premio Bartók-Pasztory (1996)
- Miglior musica da camera pubblicata secondo la rivista CD Classic (1993)

## Recensioni degne di nota
- BBC Music Magazine's Pick of the Month, aprile 2000
- American Record Guide, luglio/agosto 2000
- Strad Magazine, febbraio 2001
- MusicWeb UK, febbraio 2001
- Gramophone, dicembre 2002
- Classic Today,  giugno 2005
- La Penguin Guide ai Compact Disc (diverse schede, inclusa una "Rosetta")